# Pro Barneveld
Pro Barneveld is een Nederlandse lokale politieke partij in de gemeente Barneveld. De partij vormt met de lokale afdelingen van de landelijke partijen PvdA en D66 de gezamenlijke fractie Pro '98, die zes van de 31 zetels heeft in de Barneveldse gemeenteraad.